# Agence nationale de l'aviation civile du Mali
Pour les articles homonymes, voir Agence nationale de l'aviation civile.
L'Agence Nationale de l'Aviation Civile du Mali (ANAC MALI) est l'agence de l'aviation civile du Mali. L'ANAC a son siège à Bamako.